# Kube
Kube (Jussi Tapani Hauta-Aho), född 1984  är en rapartist från Håkansböle, Vanda. Kube började rappa så tidigt som i slutet av 1990-talet. Kubes första studioalbum Lentokonetila släpptes via Monsp Records den 31 maj 2013 och steg till 39:e plats på Finlands officiella albumlista. Kubes andra studioalbum Flow släpptes den 23 maj 2014. Den steg till tionde plats på Finlands officiella albumlista. Kube är också medlem i On the Street Entertainment-kollektivet och fungerar som DJ under namnet DJ 2 Litran Juissi. 